# 卡姆揚卡 (卡緬涅茨-波多利斯基區)
48°41′50″N 26°37′37″E / 48.69722°N 26.62694°E

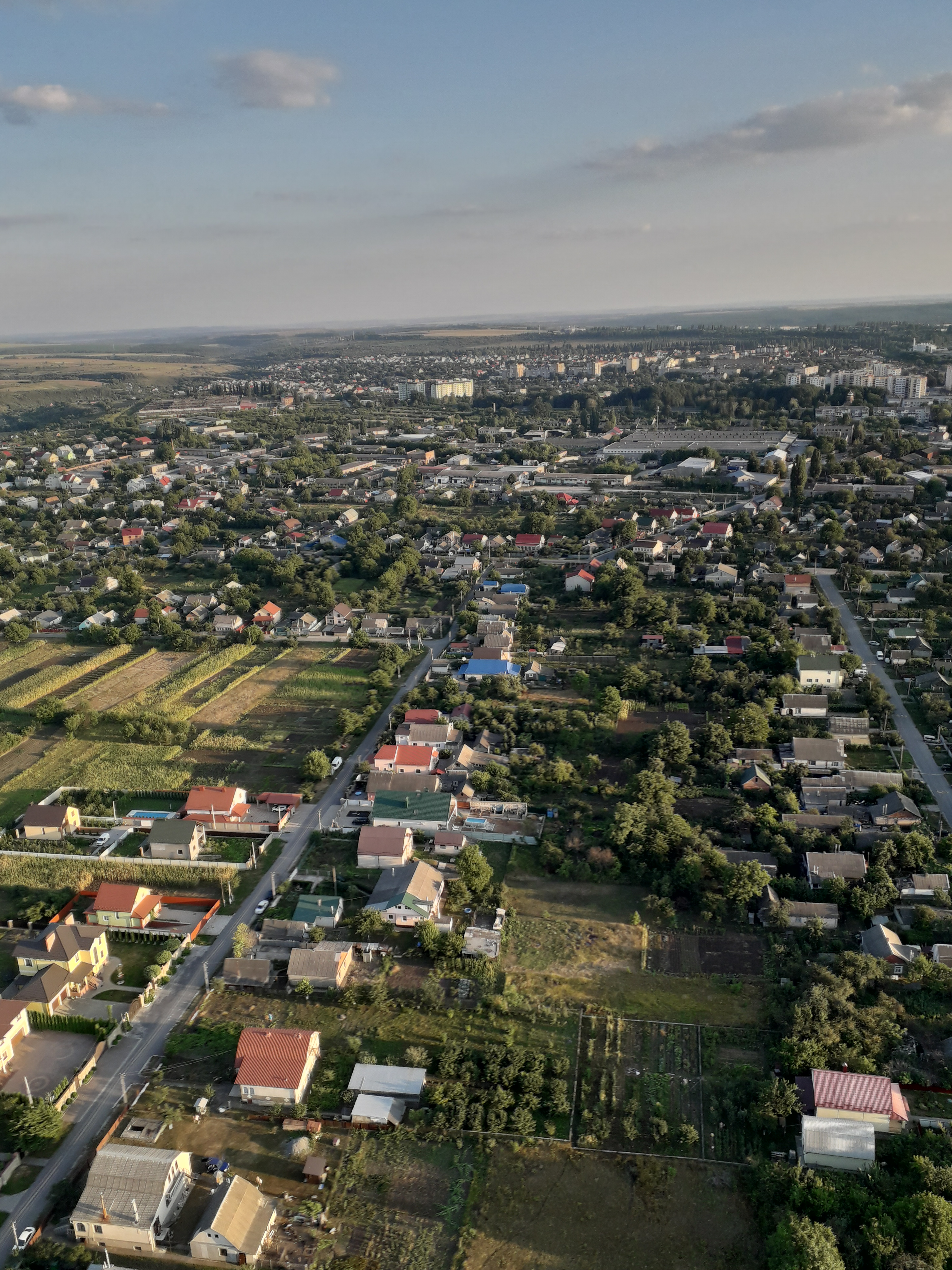
全景图

卡姆揚卡（烏克蘭語：Кам'янка）是位於烏克蘭西部的村莊，由赫梅利尼茨基州卡緬涅茨-波多利斯基區的斯洛比德卡-库利奇耶韦茨卡市镇負責管轄。該村處於穆克沙河畔，始建於1872年，面積3.57平方公里，海拔高度197米，2001年人口2,092。